# Jean-Joseph Mouret
Pour les articles homonymes, voir Mouret.
Œuvres principales
- Les Amours de Ragonde (1714)

Jean-Joseph Mouret, né à Avignon (Vaucluse) le 11 avril 1682 et mort à Charenton-Saint-Maurice le 22 décembre 1738, est un musicien et compositeur français de la période baroque. Son talent lui a valu le surnom de « musicien des grâces ».

## Biographie
Il est le fils de Jean Bertrand Mouret, marchand de soie, qui lui fait donner une bonne éducation et, constatant ses dons précoces pour la musique, favorise ce choix. Il chante avec talent, commence à composer avec réussite et, vers l'âge de vingt-cinq ans, vient s'établir à Paris.
Talentueux et doté d'un caractère agréable, il ne tarde pas à s'y faire connaître et, en 1708, parvient à être présenté à Louis-Auguste de Bourbon (1670-1736), duc du Maine, fils légitimé du roi et à son épouse Anne-Louise Bénédicte de Bourbon-Condé, duchesse du Maine qui, entourée de ses "Chevaliers de la Mouche à Miel", organise en son Château de Sceaux des soirées aux divertissements réputés.
Il commence par être embauché comme maître de musique des enfants du couple princier : Louis Auguste II de Bourbon (1700-1755), Prince des Dombes, joue du basson et deviendra même un musicien réputé au sein des spectacles que Madame de Pompadour donnait dans son Théâtre des Petits Appartements de Versailles ;  Louis Charles de Bourbon (1701-1775) comte d'Eu, joue du violon ; Louise-Françoise de Bourbon dite Mademoiselle du Maine (1707-1743) qui chante et touche le clavecin.
La carrière de Jean-Joseph Mouret s'amorce sous ces auspices favorables. Il est bientôt nommé surintendant de la musique de la cour de Sceaux, participant aux salons littéraires et aux fêtes des Grandes Nuits de Sceaux. Il sera au service du duc et de la duchesse jusqu'en 1736, tout en travaillant de façon parallèle et indépendante à Paris.
Il se marie à Versailles le 23 octobre 1711 avec Madeleine Prompt de Saint-Marc et a une fille unique Françoise Louise née à Paris le 21 octobre 1722,. Il collabore à l'Académie royale de Musique, ainsi qu'à la Comédie-Italienne, puis assume le poste de directeur du Concert Spirituel, ce qui lui procure une certaine aisance financière. Cependant, la fin de sa vie est assombrie par des déboires : il est atteint par la déchéance et la folie. Il finit pauvrement son existence dans l'Asile de Charenton en 1738 sur la commune qui s'appelait alors Charenton-Saint-Maurice.

## Œuvre

### Musique dramatique

#### Académie royale de musique
| Titre                               | Genre                                     | Librettiste                                            | Date de création  |
| ----------------------------------- | ----------------------------------------- | ------------------------------------------------------ | ----------------- |
| Les Fêtes de Thalie                 | Ballet - Prologue et 3 entrées            | Joseph de La Font                                      | août 1714         |
| « La Critique des Fêtes de Thalie » | Entrée ajoutée aux Fêtes de Thalie        | Joseph de La Font                                      | 9 octobre 1714    |
| « La Veuve coquette »               | Entrée ajoutée aux Fêtes de Thalie        | Joseph de La Font                                      | 12 mars 1715      |
| « La Provençale »                   | Entrée ajoutée aux Fêtes de Thalie        | Joseph de La Font                                      | 17 septembre 1722 |
| Ariane                              | Tragédie en musique - Prologue et 5 actes | Pierre-Charles Roy François-Joseph de Lagrange-Chancel | 6 avril 1717      |
| Pirithoüs                           | Tragédie en musique - Prologue et 5 actes | Jean-Louis-Ignace de La Serre                          | 26 janvier 1723   |
| Les Amours des dieux                | Ballet héroïque - Prologue et 4 entrées   | Louis Fuzelier                                         | 14 septembre 1727 |
| Le Triomphe des sens                | Ballet héroïque - Prologue et 5 entrées   | Pierre-Charles Roy                                     | 5 juin 1732       |
| Les Grâces                          | Ballet héroïque - Prologue et 3 entrées   | Pierre-Charles Roy                                     | 5 mai 1735        |
| Le Temple de Gnide                  | Divertissement en un acte                 | Pierre-Charles Roy et Bellis                           | 7 novembre 1741   |
| Les Amours de Ragonde               | Opéra en 3 actes                          | Philippe Néricault Destouches                          | 30 janvier 1742   |

#### Comédie Italienne
Compositeur attitré du Nouveau Théâtre Italien, Mouret compose de 1718 à 1737 la plupart des divertissements musicaux des comédies représentées sur ce théâtre, notamment le « Cahos, Ambigu comique » représenté le 23 juillet 1723. La musique (danse, airs et vaudevilles) est conservée dans les six Recueils de divertissements du Nouveau Théâtre Italien

#### Comédie-Française
- Pan et Doris, pastorale héroïque (1729)

#### Autres scènes
- Le mariage de Ragonde et de Colin ou La Veillée de Village (1714), Château de Sceaux, XIIIe Grande Nuit (révisé pour l'Opéra de Paris en 1742 sous le titre  Les Amours de Ragonde)
- L'Impromptu de Villers-Cotterets (1722), paroles de Dufresny

### Musique vocale
- Airs sérieux et à boire : 3 livres (1719-1727)
- Didon, cantate française (1718)
- Cantates françaises à voix seule avec symphonie (1729) : Andromède et Persée, L'Absence, La Naissance du bal, L'Heureux Hasard
- Recueil de neuf Cantatilles : Hymne à l'amour, Églé, Léda, Écho, Le Raccommodement, L'Amour vainqueur, Thétis, Épithalame, L'Amour et l'Hymen
- Cantatilles manuscrites : L'Été, Amour, tout l'univers

### Musique instrumentale
- Sonates à deux flûtes traversières (1725) : 6 sonates
- Fanfares pour des trompettes, timbales, violons et hautbois avec une suite de symphonies mêlées de cors de chasse (1729)
  - « Première suite » : (Rondeau), Gracieusement sans lenteur, (Gavotte), Gai (Gigue). Exécutée en 1729 au Concert Spirituel dont Jean-Joseph Mouret est directeur, et dédiée au fils de la duchesse du Maine, le prince des Dombes.
  - « Seconde suite » : Air ou Prélude, Allegro, Gracieusement I et II, Gavottes I et II, Fanfare, Air, Menuets I et II. Exécutée en 1729 à l'Hôtel de ville de Paris en présence du roi Louis XV.
- Concert de chambre à deux et trois parties, Premier livre (1734) : 
  - « Premier concert » : Ouverture, Vénitienne, Air, Rondeau, Passepieds I et II, Sarabande, Tambourins I et II, Chaconne
  - « Airs à danser » : Entrée, Air en chaconne, Air de paysan, Menuet, Carillon, Rondeau, Passepieds I et II, Gigue, Cotillon
- Concert de chambre à deux et trois parties, Second livre (1738) : Second concert (Ouverture, Air, Fantaisie, Menuets I et II, Loure, Airs I et II, Airs pastoraux I et II, Rondeau, Chaconne)

### Musique religieuse
- Dix Motets à une et deux voix avec symphonie, chantés au Concert Spirituel du château des Tuileries (1742)[5]

## Hommages
- Dans le parc de Sceaux, près du Pavillon de l'Aurore sur une colonne de pierre est posée une plaque de marbre sur laquelle est inscrit :

«  À

Jean-Joseph Mouret

1682-1738

Musicien provençal

surintendant des fêtes 

de la Cour de Sceaux »

## Galerie

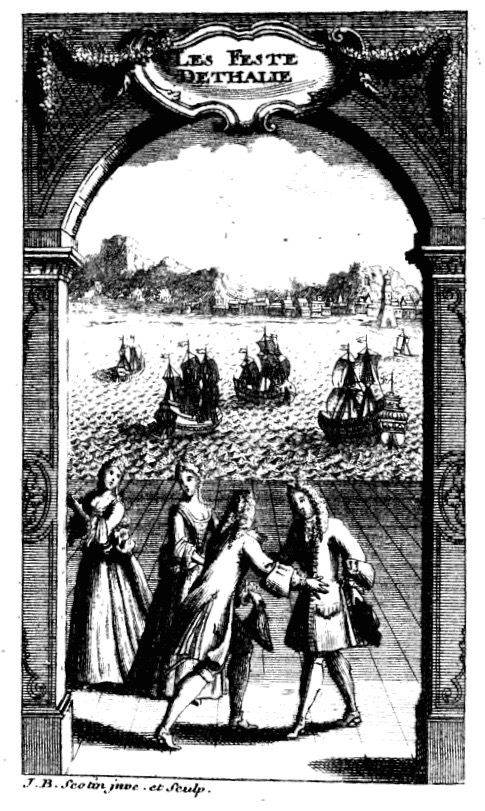
Frontispice pour Les Fêtes de Thalie dans le Recueil général des Opera publié par Ballard (T.XI, 1738).
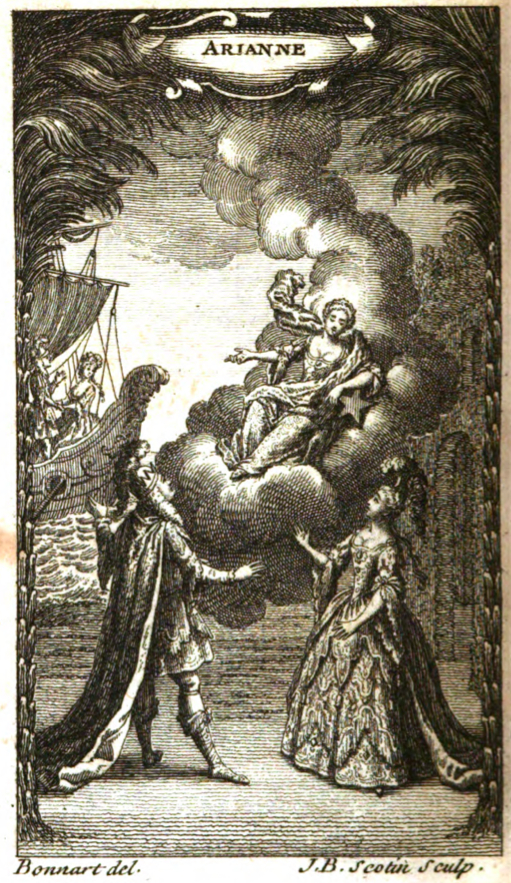
Frontispice pour Ariane dans le Recueil Général des Opera publié par Ballard (T.XII, 1734).
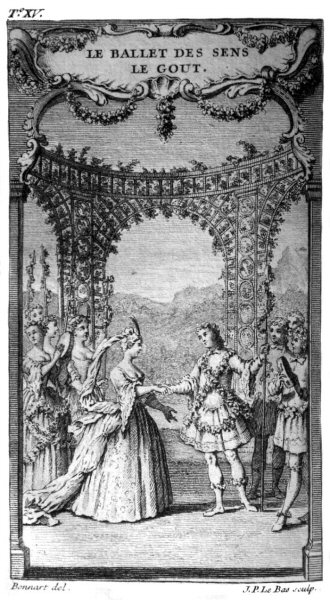
Frontispice pour Le Triomphe des Sens dans le Recueil général des Opera publié par Ballard (T.XV, 1739).

## Discographie
- Les Amours de Ragonde, Ragonde, Michel Verschaeve, Colin, Jean-Paul Fouchécourt, Colette, Sophie Marin-Degor, Lucas, Jean-Louis Bindi, Mathurine, Noémi Rime, Thibault, Gilles Ragon, Blaise, Jean-Louis Serre, Les Musiciens du Louvre, dir. Marc Minkowski. CD Erato 1992
- Divertissements pour les comédies de Marivaux, La Compagnie Baroque Michel Verschaeve, Assai, 1999
- Cantate Andromède et Persée dans Un concert en Nouvelle-France, Ensemble Arion, CBC Records, 1995
- Motet Usquequo Domine dans The Concert Spirituel, Ensemble Battistin, ABC Classics, 2007
- Fanfare pour 4 trompettes, timbales et orgue en ré majeur, dans Barocke Trompetenmusik, Friedemann Immer, Trompeten Consort, Deutsche Harmonia Mundi, 2009